# Filippindrillfågel
Filippindrillfågel (Lalage melanoleuca) är en fågel i familjen gråfåglar inom ordningen tättingar.

## Utseende och läte
Filippindrillfågeln är en medelstor svartvit tätting. Den har svart stjärt med vita hörn, svarta vingar med en stor vit vingfläck och vit övergump. Hanen har svart på hjässa och rygg, medan undersidan är helt vit. Honan har istället grått på hjässa och rygg, med varierande tecknad undersida, där nordliga honor har vitt med tvärband på strupe och bröst, medan sydliga honor är grå på strupe och bröst med endast svag tvärbandning. Fågeln liknar svartvit drillfågel, men saknar dennas vita ögonbrynsstreck och är mer skogsbunden. Sången består av en- till trestaviga visslingar som upprepas fem till 20 gånger i rad.

## Utbredning och systematik
Filippindrillfågeln förekommer som namnet avslöjar i Filippinerna. Den delas in i två underarter med följande utbredning:
- Lalage melanoleuca melanoleuca – förekommer i norra Filippinerna (Luzon och Mindoro)
- Lalage melanoleuca minor – förekommer i södra Filippinerna (Samar, Leyte och Mindanao)

Sedan 2016 urskiljer Birdlife International och naturvårdsunionen IUCN minor som den egna arten "sydlig filippindrillfågel". 

## Levnadssätt
Filippindrillfågeln hittas i skogar i låglänta områden och intill bergstrakter. Där påträffas den i trädtaket.

## Status
IUCN bedömer hotstatus för underarterna, eller arterna, var för sig, båda som livskraftiga.